# Konary (powiat jędrzejowski)
Konary – wieś sołecka w Polsce, położona w województwie świętokrzyskim, w powiecie jędrzejowskim, w gminie Wodzisław.
| SIMC    | Nazwa      | Rodzaj    |
| ------- | ---------- | --------- |
| 0278959 | Lelów      | część wsi |
| 0278965 | Nowa Wieś  | część wsi |
| 0278971 | Stara Wieś | część wsi |

W latach 1975–1998 miejscowość należała administracyjnie do województwa kieleckiego.